# Patata Red Pontiac
Les patates Red Pontiac (Pontiac vermella), també conegudes com a Dakota Chief, és una cultivar molt important de patata i molt comú en els mercats europeus, que té la pèla vermella (no és l'únic cultivar que té la pèla vermella, per exemple també la té la varietat Désirée). Es va crear als Estats Units, l'any 1945, com un mutant de pèla vermella del cultivar Pontiac que va aparèixer a l'estat de Florida, per l'obtentor de varietats J.W. Weston. Va ser registrada pel USDA el 1983. La mateixa varietat Pontiac era un híbrid entre les varietats "Triumph" i "Katahdin" aquestes varietats parentals de la Pontiac s'havien obtingut als Estats Units el 1938 i a Austràlia el 1940 respectivament.
Les patateres de la varietat Red Pontiac són plantes altes amb tiges anguloses i flors grosses i de color porpra. Les seves patates tenen els ulls enfonsats i arrodonits amb la pèla de color vermell fosc i la carn blanca i cerosa, encara que pot presentar nudositats si la humitat del sòl és desigual. El color de la pell pot perdre intensitat significativament, restant només els ulls de color roig.

## Cocció
Aquesta varietat és adequada per a ser cuita al forn, bullida, rostida, macerada o utilitzada en amanides i també cuita en forn microones. Tanmateix no és adequada per a ser fregida. Les patates vermelles poden ser cuinades amb la pell, i han de ser rentades i esbandides abans de la preparació.